# Hamlet (film, 1996)
A Hamlet William Shakespeare egyik leghíresebb tragédiájából készített adaptáció, Kenneth Branagh rendezésében és címszereplésével. A film cselekményét a rendező a 19. századba helyezte, de a színmű eredeti Erzsébet-kori angol nyelvű szövegén semmit sem változtatott. A nagy sikerű V. Henrik és a Sok hűhó semmiért után ez Kenneth Branagh harmadik Shakespeare-filmje. A produkcióhoz a jónevű brit színpadi és filmszínészek mellé ismert hollywoodi sztárokat is szerződtettek, mint Charlton Heston vagy Robin Williams.

## Történet
A dániai Helsingőr várában, egy téli éjszakán Horatio és két őrszem megpillantják az elhalálozott Hamlet király szellemét, mikor Horatio kérdéseket intéz hozzá, a szellem hirtelen eltűnik. Ekkor úgy döntenek, hogy mindezt megosztják az ifjú Hamlettel is, az elhunyt király fiával.
Claudius, az új király közben bejelenti, hogy a gyász lejárt és nőül veszi bátyja feleségét, Gertrudot. Claudius és Gertrud Hamletet győzködi, hogy hagyjon fel végre búskomorságával, és térjen vissza a Wittenbergi Egyetemre. Hamlet megígéri anyjának, hogy megpróbál eleget tenni óhajának. Miközben ellenérzéseiről monologizál, Horatio és a két őrszem megosztják vele, hogy mit láttak a sötét téli éjszakában.
Hamlet még aznap este beszél apja szellemével, aki fia elé tárja, hogyan mérgezte meg öccse. Hamlet megesküszik, hogy megbosszulja halálát, majd úgy határoz, hogy őrültséget színlel és így nem fedi fel céljait.
Ophelia elmeséli apjának Poloniusnak, a király tanácsosának, hogy Hamlet felkereste őt zavart elmével. Polonius ezt a szerelemre vezeti vissza. Közben Polonius megnyeri magának Hamlet két iskolatársát, Rosencrantzot és Guildensternt, hogy próbálják meg kideríteni Hamlet őrültségének valós okait.
Hamlet szívélyesen fogadja barátait, de hamar rájön, hogy nagybátyja áll a háttérben. Elmondja nekik elégedetlenségét a világgal szemben, amire Rosencrantz egy színtársulatra hívja fel a figyelmét, akik nemsokára a királyi udvarba érkeznek.
Hamlet irányítja az előkészületeket az előadásra, a közönséghez Claudius és Gertud is csatlakozik. Amikor a színpadon arra a jelenetre kerül sor, hogy a királyt megmérgezik, Claudius feldúltan távozik, ebből Hamlet számára nyilvánvalóvá válik bűnössége.
Az előadás után Hamletet anyja szobájába hivatják, és ott felelősségre vonja Gertudot mindazért amit eddig tett. Polonius korábban a kárpit mögé rejtőzött,  Hamlet azt hívén, hogy a királyt öli meg leszúrja, de észreveszi, hogy valójában Poloniust gyilkolta meg.
Claudius cselt eszel ki, hogy végleg megszabaduljon unokaöccsétől, Rosencrantz és Guildenstern – kiknek nincs tudomása a király aljas szándékáról Hamletet Angliába küldi egy leveléllel, melyben saját végzete áll. Hamlet viszont átlát a cselen és megszabadul „barátaitól” és olyan levelet hagy náluk, ami alapján a két udvaroncot kell megölni és nem Hamletet, ezután visszatér Dániába.
Hazatérvén Hamlet megtudja, hogy Ophelia eszét vesztette, és vízbe ölte magát. Közben Laertes is hazatért, hogy megbosszulja apja, Polonius halálát, és Claudiusszal szövfetkezik. Laertes párbajra hívja Hamletet, de a király tanácsára őmaga mérgezett tőrrel vív, sőt Claudius még méregpoharat is készít unokaöccsének, amit tévedésből Gertrude iszik ki. A párbaj hevében Hamlet és Laertes felcseréli a tőröket, és így mindketten halálos sebet kapnak, de Hamletnek még volt annyi ereje, hogy ledöfje halála előtt Claudiust.
Fortinbras norvég király katonáival már csak a párbaj végére ér a terembe, és elrendeli, hogy Hamletet királyhoz méltó módon temessék el.

## Szereposztás
| Szerep                     | Színész              | Magyar hangja (1. szinkron) | Magyar hangja (2. szinkron) |
| -------------------------- | -------------------- | --------------------------- | --------------------------- |
| Hamlet                     | Kenneth Branagh      | Szakácsi Sándor             | Viczián Ottó                |
| Claudius                   | Derek Jacobi         | Tordy Géza                  | Harsányi Gábor              |
| Gertrúd                    | Julie Christie       | Tímár Éva                   | Kovács Nóra                 |
| Horatio                    | Nicholas Farrell     | Sörös Sándor                | László Zsolt                |
| Polonius                   | Richard Briers       | Rajhona Ádám                | Ujréti László               |
| Laertes                    | Michael Maloney      | Dunai Tamás                 | Széles Tamás                |
| Ophelia                    | Kate Winslet         | Györgyi Anna                | Major Melinda               |
| Hamlet király szelleme     | Brian Blessed        | ?                           | Barbinek Péter              |
| Osrick                     | Robin Williams       | Szombathy Gyula             | Mikó István                 |
| Rosencrantz                | Timothy Spall        | ifj. Jászai László          | Fesztbaum Béla              |
| Guildenstern               | Reece Dinsdale       | Végh Péter                  | Kaszás Gergő                |
| Marcellus                  | Jack Lemmon          | Horányi László              | Versényi László             |
| Bernardo                   | Ian McElhinney       | ?                           | Jakab Csaba                 |
| Francisco                  | Ray Fearon           | ?                           | ?                           |
| Rajnáld / Reynaldo         | Gérard Depardieu     | ?                           | Helyey László               |
| Első sírásó                | Billy Crystal        | Csuja Imre                  | Galambos Péter              |
| Lucianus, színész-királyfi | Rob Edwards          | ?                           | ?                           |
| Színész-király             | Charlton Heston      | Szélyes Imre                | Végvári Tamás               |
| Színész-királynő           | Rosemary Harris      | Kassai Ilona                | Bókai Mária                 |
| Színész-király öccse       | Christopher Bowles   | Bácskai János               | ?                           |
| Pap                        | Michael Bryant       | Pataki Imre                 | Kajtár Róbert               |
| Fortinbras                 | Rufus Sewell         | László Zsolt                | Csankó Zoltán               |
| Hekuba                     | Judi Dench           | ?                           | ?                           |
| Priamosz                   | John Gielgud         | ?                           | ?                           |
| Öreg norvég                | John Mills           | ?                           | ?                           |
| Angol követ                | Richard Attenborough | ?                           | ?                           |

- További magyar hangok (1. szinkron): Áts Gyula, Csuha Lajos, F. Nagy Zoltán, Kajtár Róbert, Rácz Kati

## Forgatási helyszínek
- Külső felvételek: Blenheim kastély, Oxfordshire grófság, Anglia.
- Belső felvételek: Shepperton Studios, Middlesex grófság, Anglia.

## Fogadtatás
A filmet négy Oscar-díjra jelölték, köztük Kenneth Branagh-t, a legjobb adaptált forgatókönyv kategóriában. A kritikusok is rendkívül el voltak ragadtatva. Stanley Kauffmann minden idők legjobb Hamlet filmjének nevezte, sőt James Berardinelli szerint Branagh feldolgozása a '90-es évek legjobb produkciója, és minden idők száz legjobb filmjében is benne van.

## Produkció, DVD kiadás
A produkció érdekességei:
1. első alkalommal dolgozták fel egy filmben a színdarab teljes szövegét,
2. ez volt az utolsó stúdiófilm, amit 65 milliméteres[forrás?] celluloid szalagra rögzítettek,
3. Magyarországon csak a televízióban mutatták be.[7]

Az Amerikai Egyesült Államokban a kétlemezes teljes verzió 2007. augusztus 14-én jelent meg Kenneth Branagh és a Shakespeare szakértő, Russell Jackson kommentálásával.